# Pedrógão Grande
Pedrógão Grande é uma vila portuguesa pertencente à região das Beiras (Coimbra), e ao distrito Leiria.  Integrando atualmente a Comunidade Intermunicipal da Região de Leiria, na região do Centro de Portugal, com menos de 2 000 habitantes.
É sede do município de Pedrógão Grande que tem 128,75 km² de área e 3.627 habitantes (2023), e está subdividido em 3 freguesias. O município é limitado a noroeste pelo município de Castanheira de Pera, a este por Góis e Pampilhosa da Serra, a sudeste pela Sertã e a oeste por Figueiró dos Vinhos. Dista cerca de 75 km de Leiria, capital de distrito, a cerca de 55 km de Coimbra, a sua capital de região, e a cerca de 85 km de Castelo Branco.

## Caracterização e história

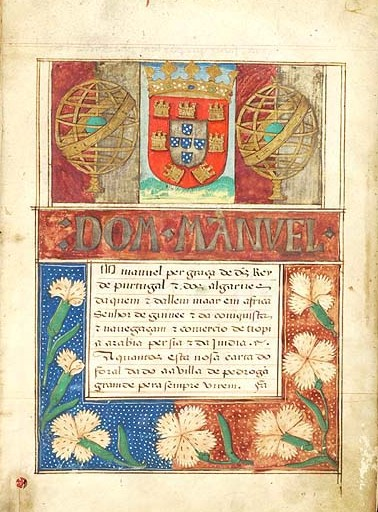
Carta de foral de Pedrogão Grande, por D. Manuel I de Portugal, Lisboa, 1513. Pierpont Morgan Library. MS M.1022

O município de Pedrógão Grande é uma das regiões do país onde a beleza natural, os costumes e as tradições populares aliadas à pureza dos ares e das águas se mantêm. As paisagens são dinâmicas, com características distintas e com fortes potencialidades turísticas.
É uma vasta região de granitos e xistos incrustada nas bacias dos rios Zêzere e Unhais e das ribeiras de Pêra e Mega, hoje aumentada pelas albufeiras de duas grandes barragens, a do Cabril e a da Bouçã. O clima, que antigamente era de características continentais, de invernos rigorosos e verões tórridos e secos, é hoje mais ameno, influenciado pelas duas grandes albufeiras que são também zonas piscícolas muito ricas.
Pedrógão Grande encontra-se integrado na zona do Pinhal Interior Norte, a maior mancha florestal da Europa, onde predominam pinheiros, eucaliptos, acácias e oliveiras que assumem grande importância na economia local.
Os vestígios arqueológicos encontrados na região dão provas da sua história remontar aos tempos pré-históricos, provavelmente ao final da Idade do Bronze.
O primeiro foral é concedido em fevereiro de 1206 por D. Pedro Afonso, filho bastardo de D. Afonso Henriques. No dia 8 de agosto de 1513, D. Manuel I concedeu a Pedrógão Grande a sua segunda carta de foral. A 7 de setembro de 1895 a comarca e concelho são extintos, na sequência da reorganização territorial do distrito de Leiria.  A 13 de janeiro de 1898 o concelho é restaurado, permanecendo a sua comarca em Figueiró dos Vinhos.
O tecido económico de Pedrógão Grande é caracterizado essencialmente pelo setor secundário, com relevo para a exploração florestal, têxteis e construção civil. A indústria de espetáculos, nomeadamente carrosséis e diversões públicas são, igualmente, uma referência no município.

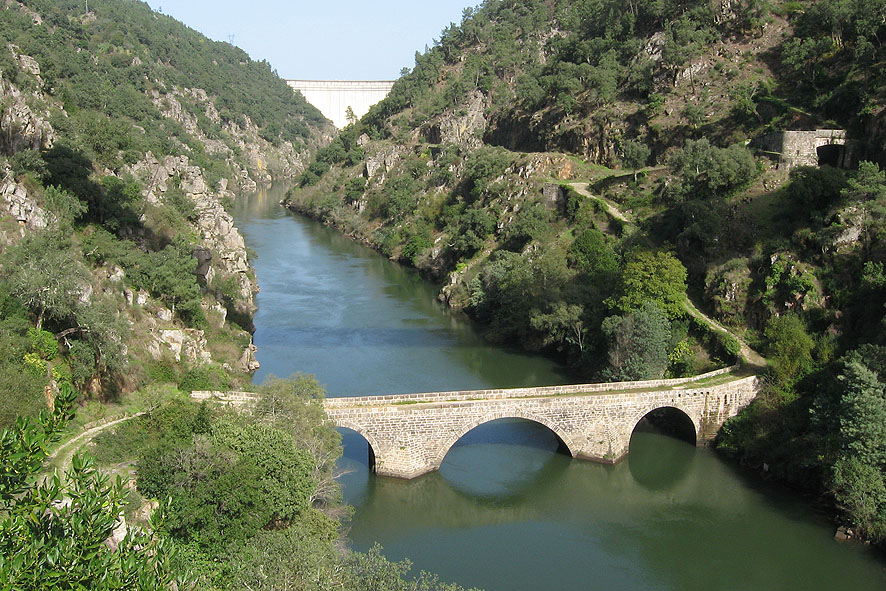
Ponte Filipina
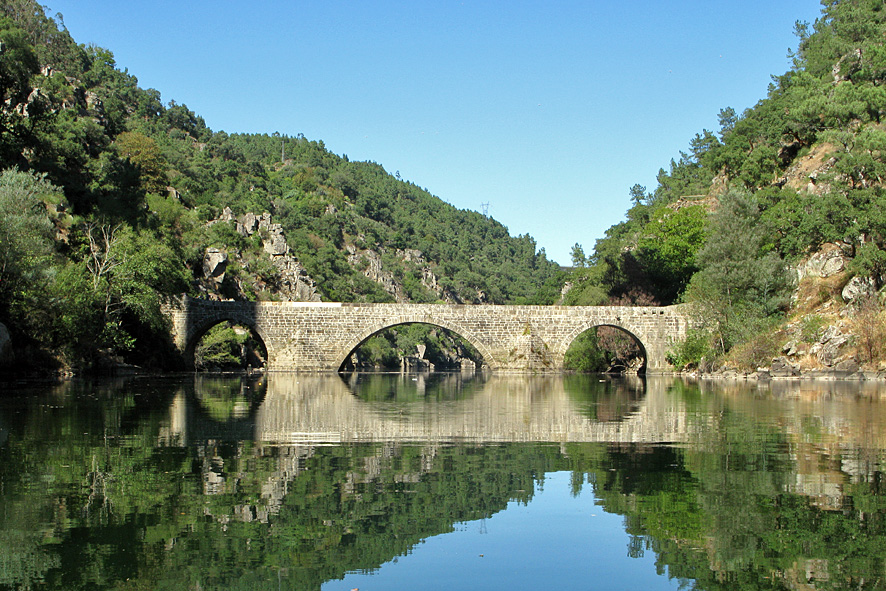
Ponte Filipina
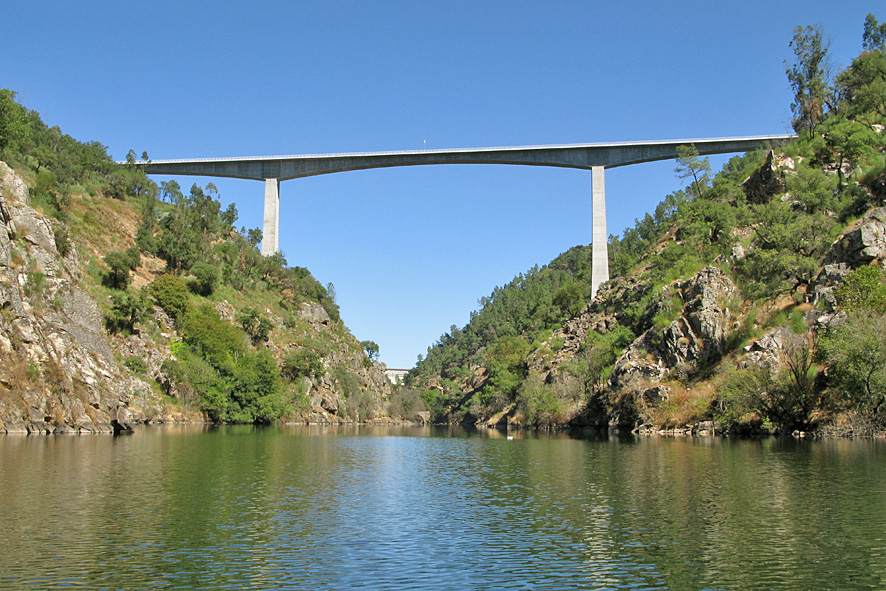
Ponte sobre o rio Zêzere (IC8)
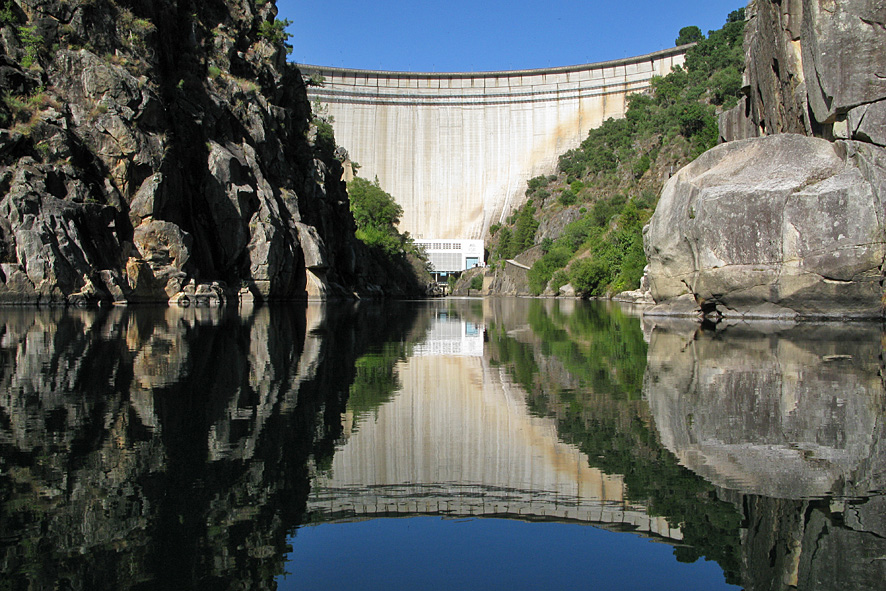
Barragem do Cabril

Atualmente, começam a ser explorados os recursos naturais, considerados como uma grande potencialidade do município, a par da riqueza cultural e infraestruturas de apoio ao turismo.
Os locais de interesse turístico passam pelas barragens, albufeiras e piscinas fluviais. Também o centro histórico da vila assume destaque pelas inúmeras residências de traço da fidalguia provinciana.
O seu artesanato é rico em peças de madeira, cortiça e estanho, mas também rendas, bordados e tecelagem.
Apesar de pertencer ao distrito de Leiria e fazer parte da Beira Litoral, a composição do solo e os costumes da sua população assemelham-se mais às características da província da Beira Baixa.

Freguesias do município de Pedrógão Grande.

Pedrógão Grande faz fronteira com os municípios de Castanheira de Pera, Góis, Sertã, Figueiró dos Vinhos e Pampilhosa da Serra.
A 17 de Junho de 2017 deu-se, no município de Pedrógão Grande, um devastador incêndio que matou 64 pessoas e causou um elevado número de feridos. É considerado como a maior tragédia em Portugal desde a tragédia de Entre-os-Rios.
Em 23 de setembro de 2023, durante um pequeno festival, com oficinas, house music e tendas Sioux, um desavisado encanador britânico de 37 anos foi atraído para a floresta e assassinado por seu compatriota Joshua Menkens (28), o organizador do festival. Segundo os pesquisadores, Menkens sofreu de psicose durante sua atuação.

## Freguesias
O município de Pedrógão Grande está dividido em 3 freguesias:
- Graça
- Pedrógão Grande
- Vila Facaia

## População
| Número de habitantes | Número de habitantes | Número de habitantes | Número de habitantes | Número de habitantes | Número de habitantes | Número de habitantes | Número de habitantes | Número de habitantes | Número de habitantes | Número de habitantes | Número de habitantes | Número de habitantes | Número de habitantes | Número de habitantes | Número de habitantes |
| -------------------- | -------------------- | -------------------- | -------------------- | -------------------- | -------------------- | -------------------- | -------------------- | -------------------- | -------------------- | -------------------- | -------------------- | -------------------- | -------------------- | -------------------- | -------------------- |
| 1864                 | 1878                 | 1890                 | 1900                 | 1911                 | 1920                 | 1930                 | 1940                 | 1950                 | 1960                 | 1970                 | 1981                 | 1991                 | 2001                 | 2011                 | 2021                 |
| 6 230                | 6 597                | 7 333                | 7 944                | 8 561                | 8 541                | 8 877                | 9 250                | 8 955                | 8 239                | 5 131                | 5 842                | 4 643                | 4 398                | 3 915                | 3 391                |

(Obs.: Número de habitantes "residentes", ou seja, que tinham a residência oficial neste município à data em que os censos se realizaram.)
| Número de habitantes por grupo etário | Número de habitantes por grupo etário | Número de habitantes por grupo etário | Número de habitantes por grupo etário | Número de habitantes por grupo etário | Número de habitantes por grupo etário | Número de habitantes por grupo etário | Número de habitantes por grupo etário | Número de habitantes por grupo etário | Número de habitantes por grupo etário | Número de habitantes por grupo etário | Número de habitantes por grupo etário | Número de habitantes por grupo etário | Número de habitantes por grupo etário |
| ------------------------------------- | ------------------------------------- | ------------------------------------- | ------------------------------------- | ------------------------------------- | ------------------------------------- | ------------------------------------- | ------------------------------------- | ------------------------------------- | ------------------------------------- | ------------------------------------- | ------------------------------------- | ------------------------------------- | ------------------------------------- |
|                                       | 1900                                  | 1911                                  | 1920                                  | 1930                                  | 1940                                  | 1950                                  | 1960                                  | 1970                                  | 1981                                  | 1991                                  | 2001                                  | 2011                                  | 2021                                  |
| 0-14 Anos                             | 4 846                                 | 4 763                                 | 2 741                                 | 2 793                                 | 2 801                                 | 2 173                                 | 1 863                                 | 840                                   | 943                                   | 654                                   | 508                                   | 434                                   | 269                                   |
| 15-24 Anos                            | 2 240                                 | 2 174                                 | 1 265                                 | 1 716                                 | 1 590                                 | 1 573                                 | 1 212                                 | 505                                   | 719                                   | 465                                   | 458                                   | 355                                   | 300                                   |
| 25-64 Anos                            | 5 577                                 | 5 572                                 | 3 446                                 | 3 913                                 | 3 982                                 | 4 076                                 | 4 103                                 | 2 555                                 | 2 841                                 | 2 224                                 | 2 016                                 | 1 815                                 | 1 617                                 |
| = ou > 65 Anos                        | 812                                   | 949                                   | 523                                   | 625                                   | 782                                   | 850                                   | 1 061                                 | 1 085                                 | 1 339                                 | 1 300                                 | 1 416                                 | 1 311                                 | 1 205                                 |

(Obs.: De 1900 a 1950 os dados referem-se à população "de facto", ou seja, que estava presente no município à data em que os censos se realizaram. Daí que se registem algumas diferenças relativamente à designada população residente.)

## Política

### Eleições autárquicas[12]
| Data | %       | V       | %     | V     | %      | V      | %              | V            | %              | V   | %              | V   | %  | V  | Participação |                |
| Data | PPD/PSD | PPD/PSD | PS    | PS    | CDS-PP | CDS-PP | FEPU/APU/CDU   | FEPU/APU/CDU | PRD            | PRD | IND            | IND | CH | CH | Participação |                |
| ---- | ------- | ------- | ----- | ----- | ------ | ------ | -------------- | ------------ | -------------- | --- | -------------- | --- | -- | -- | ------------ | -------------- |
| Data | 1976    | 61,88   | 4     | 21,00 | 1      | 8,94   | -              | 3,01         | -              |     |                |     |    |    |              | 52,69 / 100,00 |
| 1979 | 69,75   | 4       | 22,26 | 1     |        |        | 3,71           | -            | 63,22 / 100,00 |     |                |     |    |    |              |                |
| 1982 | 56,90   | 3       | 21,22 | 1     | 17,01  | 1      | 1,57           | -            | 62,68 / 100,00 |     |                |     |    |    |              |                |
| 1985 | 65,16   | 4       | 18,31 | 1     | 5,60   | -      | 1,44           | -            | 5,85           | -   | 60,14 / 100,00 |     |    |    |              |                |
| 1989 | 63,30   | 4       | 30,63 | 1     |        |        | 1,38           | -            |                |     | 59,70 / 100,00 |     |    |    |              |                |
| 1993 | 33,52   | 2       | 61,06 | 3     | 0,98   | -      | 70,16 / 100,00 |              |                |     |                |     |    |    |              |                |
| 1997 | 50,31   | 3       | 45,02 | 2     | 0,90   | -      | 70,28 / 100,00 |              |                |     |                |     |    |    |              |                |
| 2001 | 62,63   | 3       | 33,23 | 2     | 0,99   | -      | 75,26 / 100,00 |              |                |     |                |     |    |    |              |                |
| 2005 | 70,05   | 4       | 19,06 | 1     | 1,05   | -      | 6,00           | -            | 74,43 / 100,00 |     |                |     |    |    |              |                |
| 2009 | 68,44   | 4       | 23,74 | 1     | 1,84   | -      |                |              | 63,64 / 100,00 |     |                |     |    |    |              |                |
| 2013 | 56,59   | 3       | 36,58 | 2     | 1,30   | -      | 64,18 / 100,00 |              |                |     |                |     |    |    |              |                |
| 2017 | 38,03   | 2       | 55,78 | 3     | 1,33   | -      | 1,42           | -            | 70,73 / 100,00 |     |                |     |    |    |              |                |
| 2021 | 52,62   | 3       | 28,20 | 2     | 11,60  | -      | 1,94           | -            | 1,60           | -   | 66,58 / 100,00 |     |    |    |              |                |

### Eleições legislativas
| Data | %     | %     | %     | %    | %     | %     | %        | %     | %    | %     | %    | %   | %       | % | %  | %  |
| Data | PSD   | PS    | CDS   | PCP  | UDP   | AD    | APU/ CDU | FRS   | PRD  | PSN   | B.E. | PAN | PSD CDS | L | CH | IL |
| ---- | ----- | ----- | ----- | ---- | ----- | ----- | -------- | ----- | ---- | ----- | ---- | --- | ------- | - | -- | -- |
| 1976 | 48,23 | 22,66 | 15,49 | 1,23 | 0,18  |       |          |       |      |       |      |     |         |   |    |    |
| 1979 | AD    | 16,50 | AD    | APU  | 0,88  | 67,93 | 3,55     |       |      |       |      |     |         |   |    |    |
| 1980 | AD    | FRS   | AD    | APU  | 0,62  | 75,63 | 2,58     | 13,76 |      |       |      |     |         |   |    |    |
| 1983 | 57,85 | 20,78 | 11,45 | APU  | 0,64  |       | 2,49     |       |      |       |      |     |         |   |    |    |
| 1985 | 57,35 | 16,37 | 8,97  | APU  | 0,83  | 2,07  | 7,12     |       |      |       |      |     |         |   |    |    |
| 1987 | 71,05 | 14,35 | 4,40  | CDU  | 0,40  | 1,51  | 0,94     |       |      |       |      |     |         |   |    |    |
| 1991 | 74,46 | 16,02 | 2,57  | CDU  |       | 1,04  | 0,42     | 1,04  |      |       |      |     |         |   |    |    |
| 1995 | 59,35 | 31,71 | 4,03  | CDU  | 0,50  | 0,57  |          |       |      |       |      |     |         |   |    |    |
| 1999 | 59,28 | 30,64 | 4,66  | CDU  |       | 0,93  | 0,25     | 0,54  |      |       |      |     |         |   |    |    |
| 2002 | 65,98 | 24,45 | 4,93  | CDU  | 0,72  |       | 0,61     |       |      |       |      |     |         |   |    |    |
| 2005 | 55,00 | 31,71 | 4,61  | CDU  | 0,82  | 1,57  |          |       |      |       |      |     |         |   |    |    |
| 2009 | 51,32 | 23,87 | 9,18  | CDU  | 3,00  | 4,77  |          |       |      |       |      |     |         |   |    |    |
| 2011 | 61,29 | 19,87 | 8,53  | CDU  | 1,31  | 2,11  | 0,56     |       |      |       |      |     |         |   |    |    |
| 2015 | CDS   | 26,93 | PSD   | CDU  | 1,21  | 6,09  | 0,45     | 54,50 | 0,35 |       |      |     |         |   |    |    |
| 2019 | 40,40 | 34,26 | 2,95  | CDU  | 1,76  | 5,74  | 1,48     |       | 0,11 | 2,73  | 0,17 |     |         |   |    |    |
| 2022 | 43,18 | 37,95 | 2,10  | CDU  | 1,99  | 2,44  | 0,17     | 0,11  | 6,02 | 2,10  |      |     |         |   |    |    |
| 2024 | AD    | 27,07 | AD    | CDU  | 41,42 | 1,04  | 3,29     | 0,68  | 0,83 | 16,95 | 2,71 |     |         |   |    |    |

## Património

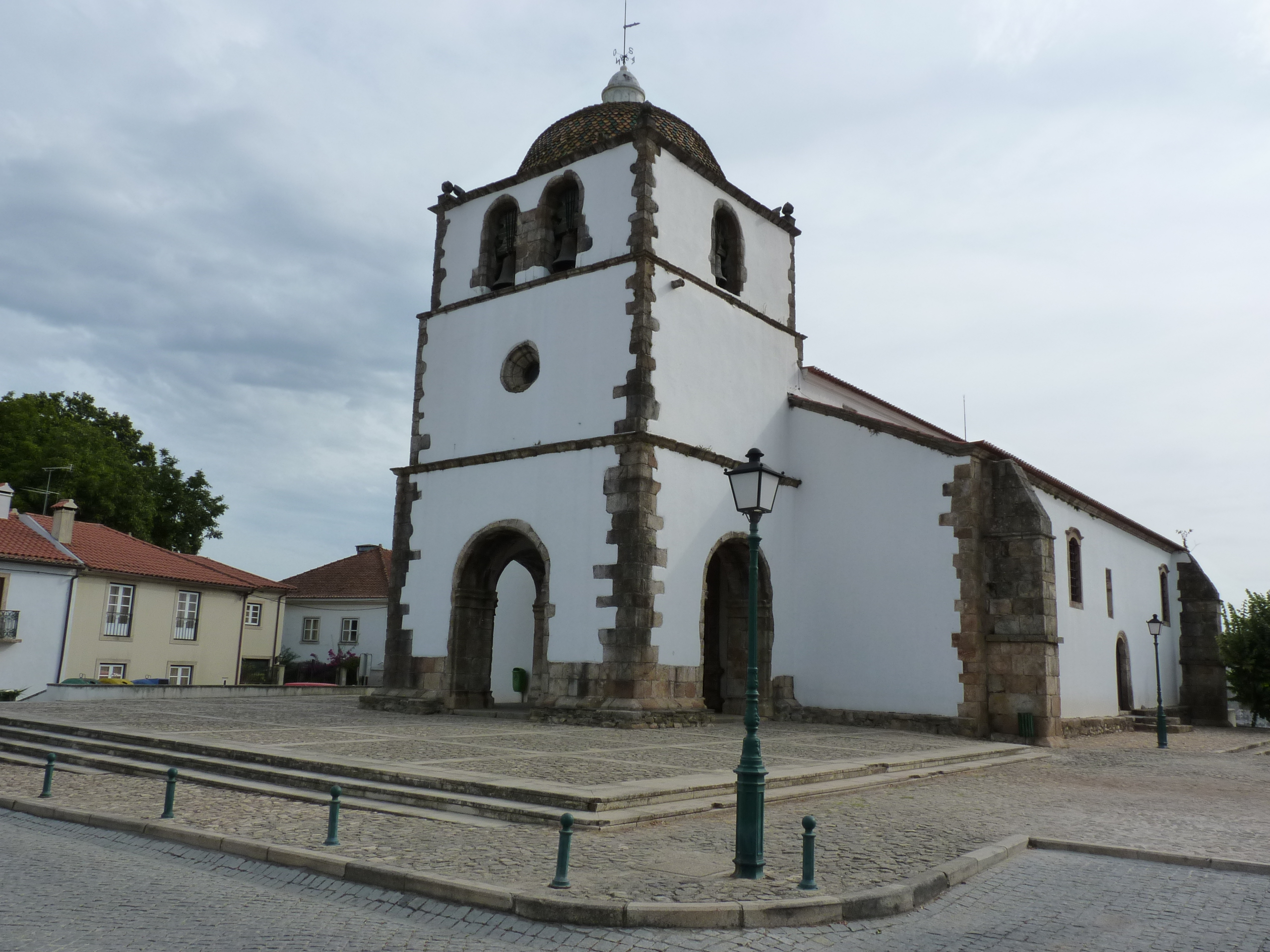
Igreja Matriz de Pedrógão Grande

O município de Pedrógão Grande possui o seguinte património arquitetónico e histórico:
- Igreja de Nossa Senhora da Assunção ou Igreja Paroquial de Pedrógão Grande
- Ponte do Cabril (sobre o Rio Zêzere)
- Igreja da Misericórdia de Pedrógão Grande
- Pelourinho de Pedrógão Grande
- Casa da Criança

## Gastronomia

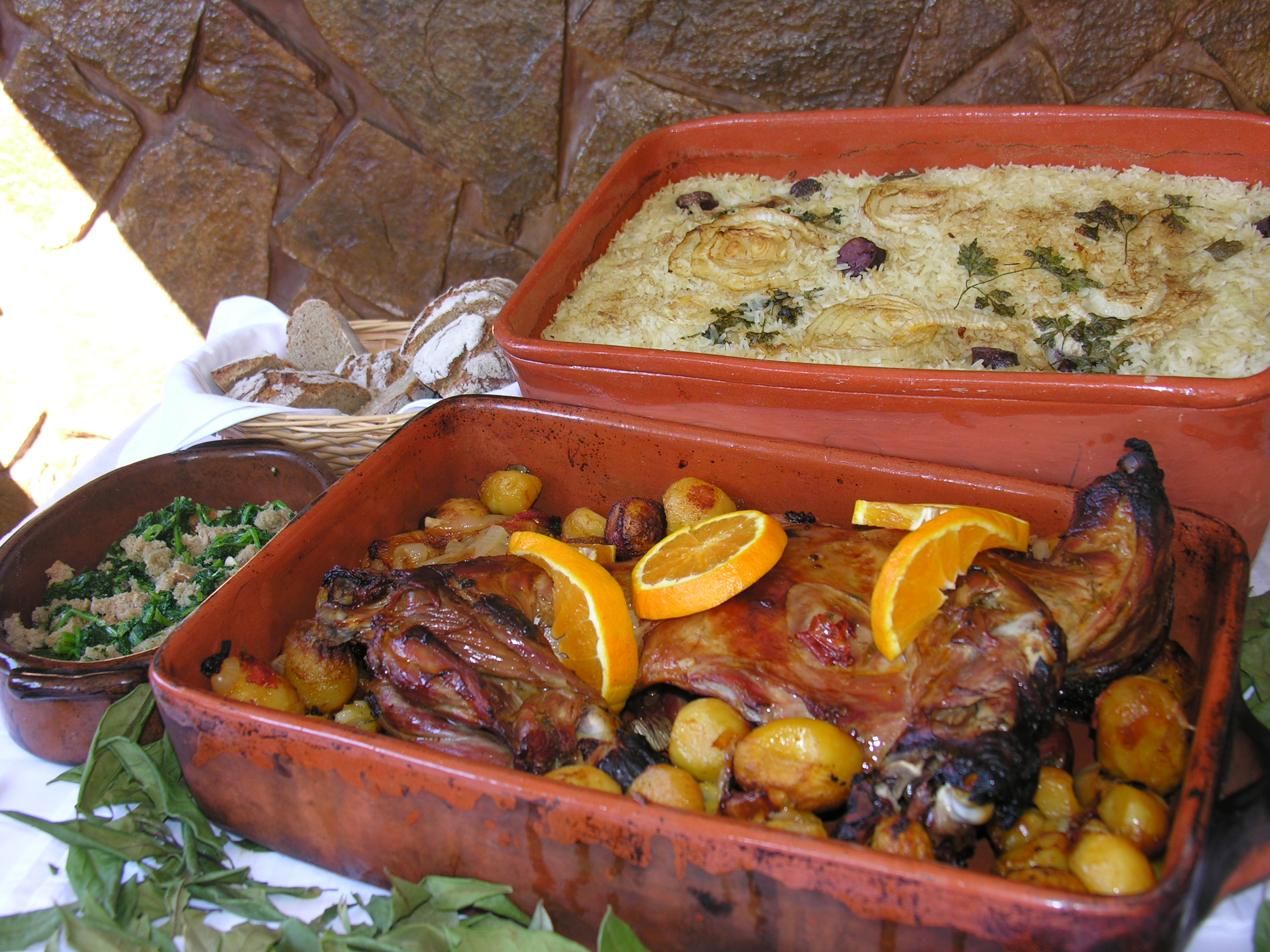
Cabrito assado

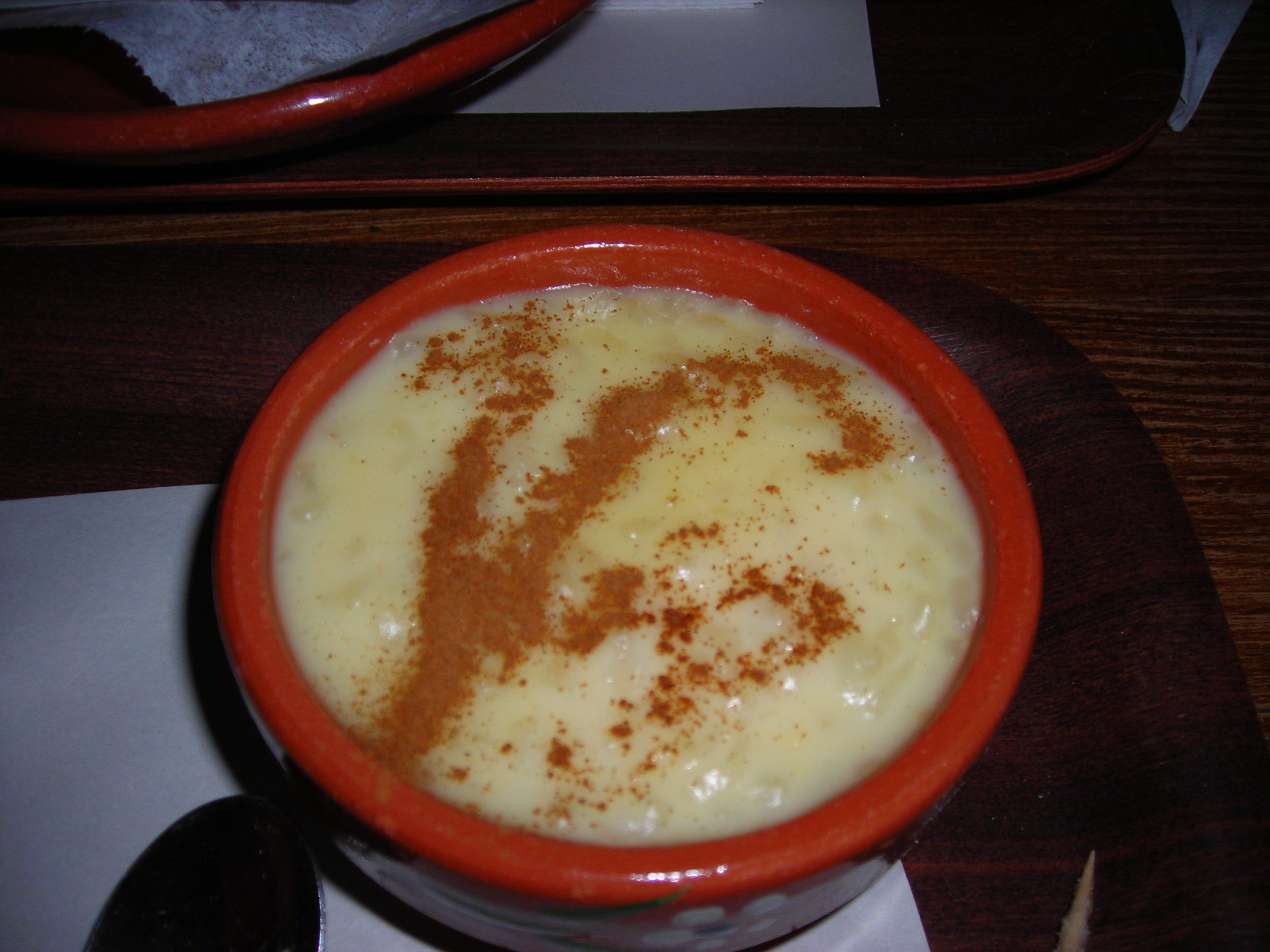
Arroz doce

No município de Pedrogão Grande podemos encontrar uma gastronomia sobretudo de cariz rural, onde a agricultura, a pastorícia e a pesca são, ainda, uma realidade.
Muitos dos pratos característicos variam de acordo com as ocasiões como, por exemplo, a quadra natalícia, a Páscoa, ou até as várias festas, feiras e romarias populares da região. Existem, no entanto, aqueles que se distinguem e são mais procurados, nomeadamente o Pudim de Pão, o Cabrito, a Sopa de Peixe, o Bucho Recheado e os Maranhos.
Pode-se, então, considerar que fazem parte da gastronomia do município de Pedrógão Grande os seguintes pratos:
Peixe:
- Trutas Grelhadas
- Achigã e o Bordalo com molho verde

Carnes:
- Cabrito assado
- Galinha corada no forno
- Bucho de porco recheado

Sopas:
- Sopa de peixe

Produtos da região:
- Mel
- Queijo de cabra (fresco ou curado)
- Aguardente de medronho

Doces:
- Arroz doce
- Filhós
- Tijelada
- Sonhos de abóbora
- Bolo de Mel
- Pão de Ló

## Cultura

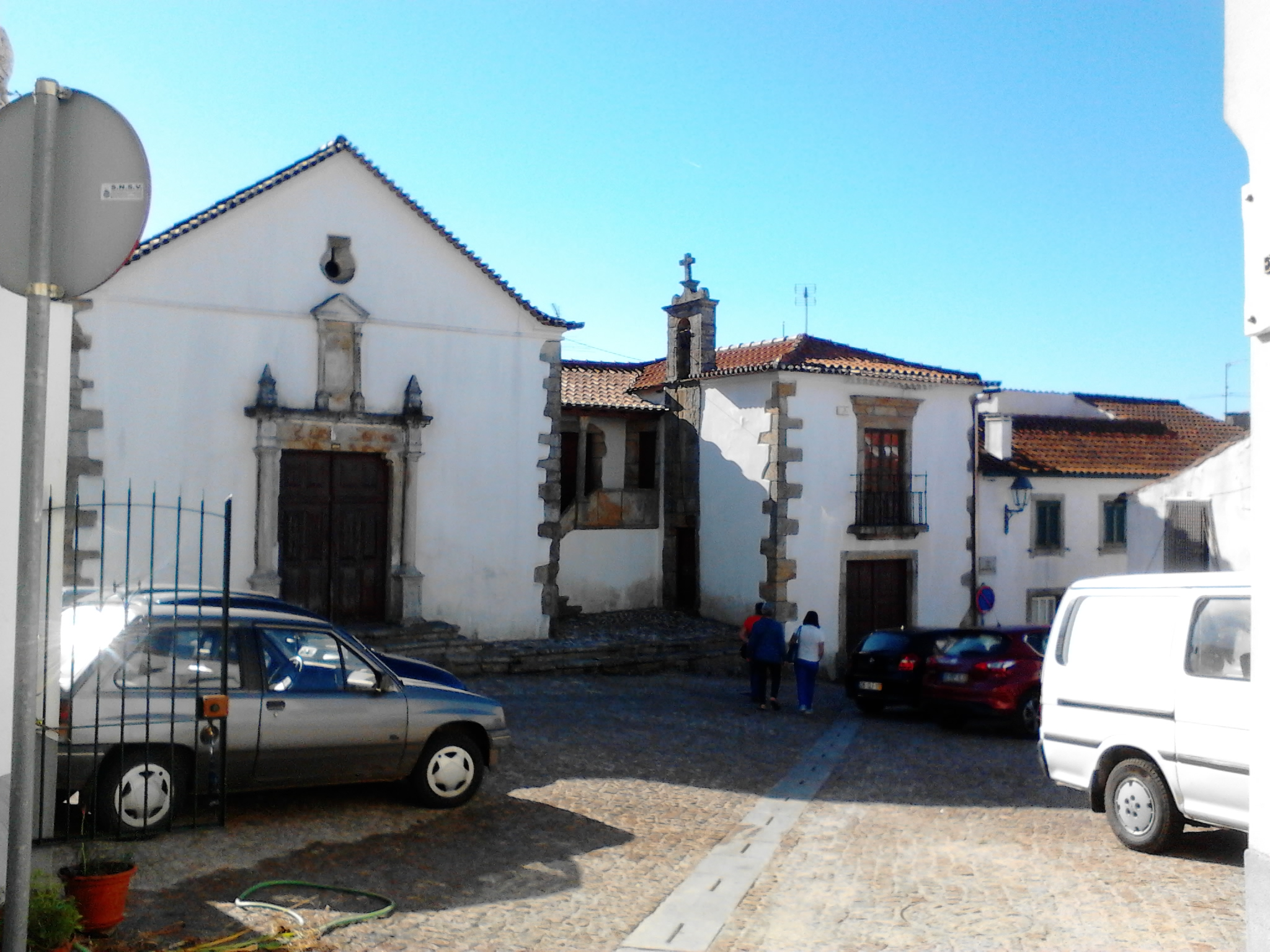
Museu de Arte Sacra em Pedrogão Grande

- Casa-Museu Manuel Nunes Corrêa
- Museu de Arte Sacra
- Museu Pedro Cruz
- Museu da República e Maçonaria
- Museu das Concertinas
- Ruínas Romanas

## Educação
No município de Pedrogão Grande, e que como acontece um por pouco por todo o interior do país, são cada vez menos os alunos em idade escolar, no entanto ainda existem as seguintes escolas:
Ensino primário
- Escola Básica de Graça
- Escola Básica de Pedrógão Grande

Ensino básico de 2º e 3º Ciclos

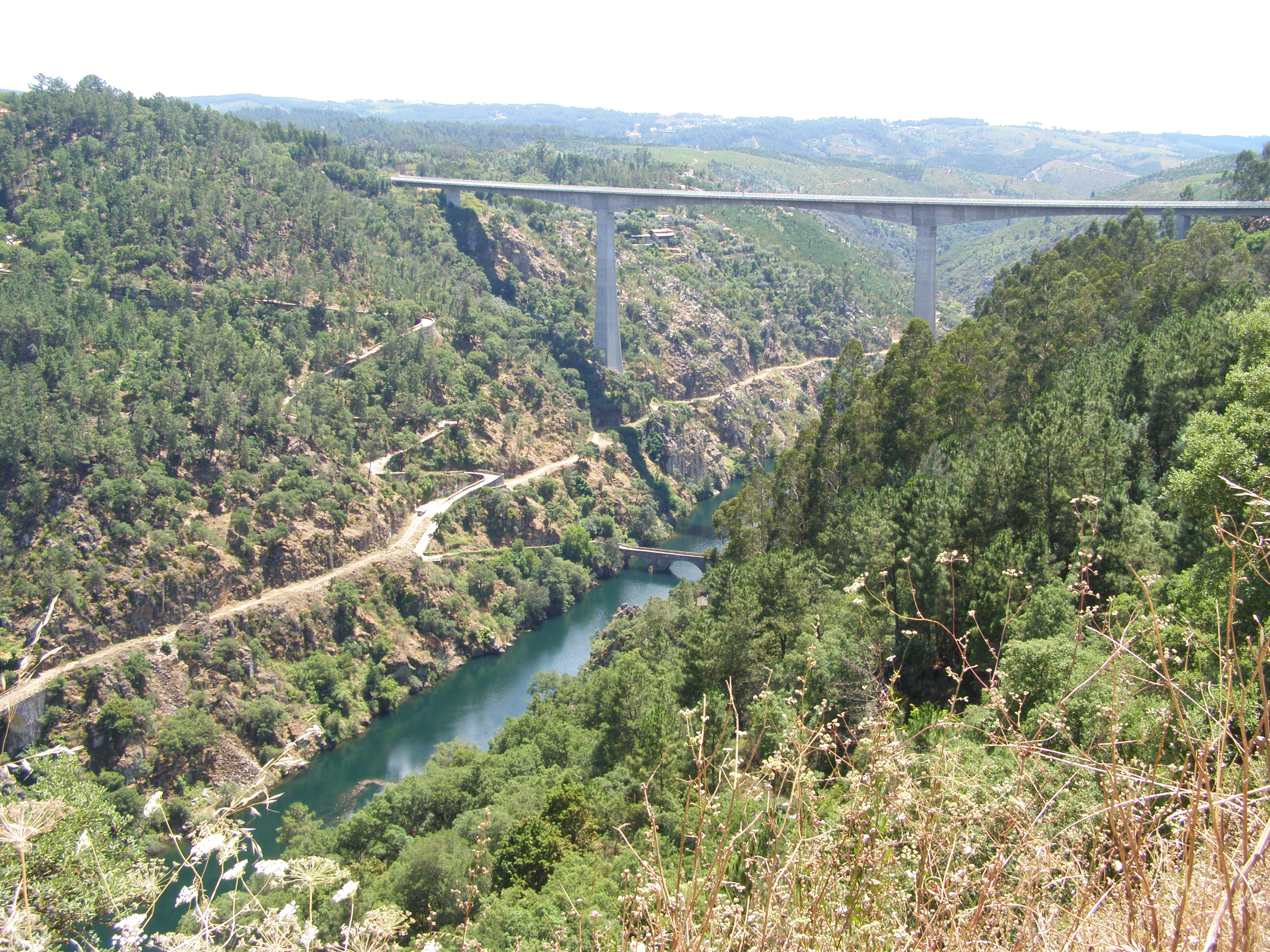

- Escola Básica Miguel Leitão de Andrada (chegou a ter ensino secundário que deixou de existir devido à falta de alunos)

Ensino profissional
- ETPZP - Escola Tecnológica e Profissional da Zona do Pinhal

## Festas, feiras e romarias
Abril
- Semana Santa - Pedrógão Grande
- 1º fim-de-semana após 25 de Abril - Festa do Senhor dos Aflitos

Junho
- Dia 10 - Festa do Senhor dos Bons Caminhos, Lugar de Regadas
- Dia 12 - Santo António, Pesos Fundeiros

Julho
- Dia 24 - Feriado Municipal, Pedrógão Grande
- Festas de Verão, Pedrógão Grande
- Dias 23, 24 e 25 - Feira de Ano, Pedrógão Grande

Agosto
- Dia 15 - Festa de Senhora da Graça, Graça
- 1º fim-de-semana - Festa da Senhora da Estrela, Graça
- 2º domingo - Festa da Senhora da Consolação, Escalos do Meio
- 3º domingo - S. Vicente Ferrer, Troviscais Cimeiros
- Santo António - Salaborda Nova
- Último domingo de Agosto - Festa da Senhora da Saúde, Louriceira
- Festa da Senhora do Rosário, Derreada Cimeira

Setembro
- 1º domingo - Festa da Senhora dos Milagres, Pedrógão Grande
- Fim-de-semana após o dia 8 - Festa da Senhora da Piedade, Vila Facaia
- 3º fim-de-semana - Festa da Senhora do Carmo, Lugar da Picha
- Dia 25 - Festa de Santa Lurdes, Escalos Cimeiros

Outubro
- 1º domingo - S. Vicente dos Pinheirais, Mó Grande

Novembro
- Dia 25 - Feira anual de Santa Catarina, Vila Facaia

## Personalidades
- Primavera das Neves (1933-1981), tradutora que viveu no Brasil
- Miguel Leitão de Andrada (1553-1630), jurista e escritor

## Heráldica
|  | Brasão: Escudo azul com uma águia de prata e de negro, aberta, olhando o sol de ouro em chefe. Em contra-chefe, um monte de penhascos de prata e de negro, cortado por uma faixa ondada de azul. Coroa de mural de prata de quatro torres. Listel branco com legenda a negro: "PEDRÓGÃO GRANDE". |
|  | Bandeira: Esquartelada de branco e negro. Cordões e borlas de prata e negro. Haste e lança de ouro. |

## Aldeias
Torneira, Marroquil, Sobreiro, Mingacho, Agria, Mó Pequena, Mó Grande, Lameira (...)  